# James Copus
James Copus (* 1994) ist ein britischer Musiker (Trompete, Flügelhorn, Komposition) des Modern Jazz.

## Leben und Wirken
James Copus wuchs in einer Musikerfamilie auf, begann schon in jungen Jahren Musik zu spielen und begann im Alter von acht Jahren klassische Trompete zu lernen. Durch eine Aufnahme von Wynton Marsalis kam er zum Jazz. Er besuchte den Junior-Jazzkurs an der Royal Academy of Music, bevor er dort sein reguläres Studium begann und mit Auszeichnung abschloss. Während seiner Zeit an der Akademie erhielt er den Derek-Watkins-Preis. Copus hat bei Till Brönner, Gerard Presencer, Alex Sipiagin und Steve Fishwick studiert und alle vier als Haupteinflüsse auf sein Spiel aufgeführt.
Copus spielte während seines Studiums im National Youth Jazz Orchestra, zu hören auf dessen Alben The Change (2012) und NYJO Fifty (Whirlwind, 2015). In den folgenden Jahren arbeitete er u. a. mit Joy Ellis, Alex Hitchcock, Clark Tracey, Tony Momrelle, Cory Wong, Andrew Small, Alan Barnes und den Bands Ashley Henry & The RE:ensemble, Slowly Rolling Camera, dem Patchwork Jazz Orchestra, dem Joe Downard Sextet und der Louis Dowdeswell Big Band. Als Session-Musiker hat er unter anderem mit Olly Murs, Pixie Lott, Louisa Johnson, Gregory Porter, James Bay, Basement Jaxx, der Riverdance Company und dem London Concert Orchestra, dem English Session Orchestra, der Manchester Camerata, der BBC Big Band, der Guy Barker Big Band und dem John Wilson Orchestra gespielt und aufgenommen. Mit diesen verschiedenen Outfits hat er unter anderem im Wembley-Stadion, in der Royal Albert Hall, im Barbican Centre und in den Abbey Road Studios gespielt. Bereits 2018 trat er mit seinem Quartett im Ronnie Scott’s Jazz Club auf.
Mitte 2020 legte er sein Debütalbum Dusk auf Ubuntu Music vor. Im Bereich des Jazz war er laut Tom Lord zwischen 2012 und 2019 an zehn Aufnahmesessions beteiligt. 2020 spielte er im Duo mit dem Bassisten Joe Downard und im Quintett des Saxophonisten
Alex Western-King (SideSlip, 2021). Zu hören war Copus auch auf Daniel Casimirs Debütalbum Boxed In (2021).